# Candidiopotamon penglai
Candidiopotamon penglai — вид прісноводних крабів родини Potamidae. Описаний у 2023 році.

## Поширення
Ендемік Тайваню. Поширений у прісних водоймах на сході та півдні країни.

## Назва
Назва виду походить від слова «Пенлай» — давньої назви Тайваню. Крім того, острів Тайвань утворився в процесі орогенезу Пенлай (приблизно 5 мільйонів років тому) і пращур Candidiopotamon, швидше за все, колонізував Тайвань у той час.

## Опис
Карапакс субтрапецієподібний, CW 1,14–1,24×CL (середнє значення 1,18, n = 45), дорсальна поверхня майже плоска, відносно шорстка, епігастральні та постфронтальні кристи чіткі, обидві кристи представлені 1–3 косими лініями гранул, бічний кінець постфронтальної кристи далеко віддалений від епібранхіального зубця; зовнішні орбітальні та епібранхіальні зуби чіткі, гострі, спрямовані вперед. Кінцевий сегмент G1 пропорційно довший і тонкий, дистальний отвір спрямований латерально, дистальний внутрішній край з кілеподібним виступом у дорсальному вигляді, проєкція пропорційно велика, спрямована дистальніше; субтермінальний сегмент G1 вигнутий всередину (у популяціях східного та південно-східного Тайваню) або прямий (у популяціях південного Тайваню).